# Grand Prix de Wallonie (course hippique)
Cet article concerne la course hippique. Pour la course cycliste, voir Grand Prix de Wallonie (cyclisme).
Groupe I
Le Grand Prix de Wallonie est une course hippique de trot attelé se déroulant au mois d'août sur l'hippodrome de Wallonie à Mons en Belgique.
C'est une course internationale de Groupe I depuis 2004, réservée aux chevaux de 3 à 12 ans.
Elle se court sur la distance de 2 300 mètres, départ à l'autostart et est dotée, en 2024, de 150 000 € dont 72 000 € pour le vainqueur. Depuis 2023, elle se court sur la distance de 2 800 mètres, avec un départ toujours à l'autostart et se court au mois de septembre.
Il s'agit de la course belge de trot la plus célèbre, et c'était une étape du Grand Circuit européen de trot de 2005 à 2011, avant la suppression de ce challenge en 2012.
Créé en 2000, l'épreuve a d'abord été appelée Grand Prix de la Région wallonne en 2000 puis de 2002 à 2005 avant de récupérer son nom actuel.

## Palmarès
| Année | Vainqueur         | S/A  | Pays     | Père               | Driver               | Réd.km |
| ----- | ----------------- | ---- | -------- | ------------------ | -------------------- | ------ |
| 2024  | Go on Boy         | M.8  | France   | Password           | Romain Derieux       | 1'14"5 |
| 2023  | Go on Boy         | M.7  | France   | Password           | Romain Derieux       | 1'14"8 |
| 2022  | Étonnant          | M.8  | France   | Timoko             | Anthony Barrier      | 1'12"6 |
| 2021  | Face Time Bourbon | M.5  | France   | Ready Cash         | Éric Raffin          | 1'13"  |
| 2020  | Face Time Bourbon | M.5  | France   | Ready Cash         | Björn Goop           | 1'11"  |
| 2019  | Bold Eagle        | M.8  | France   | Ready Cash         | Tony Le Beller       | 1'11"  |
| 2018  | Aubrion du Gers   | H.8  | France   | Memphis du Rib     | Jos Verbeeck         | 1'11"3 |
| 2017  | Bold Eagle        | M.6  | France   | Ready Cash         | Franck Nivard        | 1'13"4 |
| 2016  | Amiral Sacha      | M.6  | France   | Ganymède           | Gabriele Gelormini   | 1'10"4 |
| 2015  | Princess Grif     | F.6  | Italie   | Varenne            | Roberto Andreghetti  | 1'14"3 |
| 2014  | Roi du Lupin      | H.9  | France   | Fleuron Perrine    | Anthony Barrier      | 1'12"  |
| 2013  | Timoko            | M.6  | France   | Imoko              | Jos Verbeeck         | 1'13"1 |
| 2012  | Ready Cash        | M.7  | France   | Indy de Vive       | Franck Nivard        | 1'10"4 |
| 2011  | Rapide Lebel      | H.6  | France   | Ginger Somolli     | Éric Raffin          | 1'13"1 |
| 2010  | Quilien d'Isques  | M.6  | France   | Isléro de Bellouet | Jean-Michel Bazire   | 1'14"2 |
| 2009  | Ilaria Jet        | F.5  | Italie   | Pine Chip          | Christophe Martens   | 1'12"8 |
| 2008  | Olga du Biwetz    | F.6  | France   | Cézio Josselyn     | Jos Verbeeck         | 1'13"  |
| 2007  | Lady d'Auvrecy    | F.8  | France   | Dorenzo            | Sébastien Ernault    | 1'13"8 |
| 2006  | L'Amiral Mauzun   | H.7  | France   | Bon Conseil        | Jean-Philippe Ducher | 1'13"3 |
| 2005  | Kazire de Guez    | M.7  | France   | Udo de Touraine    | Jean-Michel Bazire   | 1'13"4 |
| 2004  | Jess Luxor        | M.7  | France   | Ultra Ducal        | Lufti Kolgjini       | 1'16"3 |
| 2003  | Orlando II        | M.6  | Belgique | Park Ridge Lobell  | Marc Huygens         | 1'15"1 |
| 2002  | Étonne Moi        | H.10 | France   | James Pile         | Jean-Pierre Bizoux   | 1'15"4 |
| 2001  | Orlando II        | M.4  | Belgique | Park Ridge Lobell  | Geert Lannoo         | 1'16"2 |
| 2000  | Japarov           | H.8  | Belgique | Perfect Light      | Gerard Vergaerde     | 1'15"8 |